# OCS Inventory
|  | Per a altres significats, vegeu «OCS». |

Open Computer and Software Inventory Next Generation (OCS) és un programari lliure que permet als Administradors de TI gestionar l'inventari dels seus actius informàtics. OCS-NG recull informació sobre el maquinari i programari d'equips que hi ha a la xarxa que executen el programa de client OCS ("agent d'inventari OCS"). OCS pot utilitzar-se per visualitzar l'inventari mitjançant una interfície web. A més, OCS permet instal·lar aplicacions als equips segons un determinat criteri de cerca. Té moltes opcions més com rastrejar la xarxa mitjançant IPDiscovery, o instal·lar aplicacions remotament.

## Funcionament Intern[calcitació]
OCS es basa en estàndards vigents. El diàleg entre els equips client i el servidor es basa en HTTP (Hypertext Transfer Protocol) i el format de les dades es realitza en XML.

### Servidor
El servidor d'administració utilitza Apache, MySQL i Perl. OCS és multi-plataforma i gràcies al seu simple disseny i l'ús de mod_perl, el rendiment de servidor és molt bo (una màquina amb un maquinari modest podria realitzar l'inventari de milers de màquines sense cap mena de problemes).
El servidor es pot instal·lar en els següents sistemes operatius:
- GNU/Linux (Ubuntu, Debian, Suse, RedHat, Gentoo, Knoppix, Slackware, Mandriva, Fedora i Centos).
- FreeBSD, OpenBSD, NetBSD, Solaris.
- Windows (Vista Business, Seven Professional, 8, 8 Professional, Server 2003 / 2008 / 2012).
- Mac OSX (Snow Leopard, Lion, Mountain Lion, Mavericks, Yosemite, ElCapitan).

### Agents
Per recollir el màxim de la informació possible, es poden instal·lar agents als equips clients. Aquests agents són disponibles per a la majoria de distribucions Linux, versions de Windows i MacOS; a més d'Android.

### Interfície de Web
Una interfície web opcional escrita en PHP ofereix serveis complementaris:
- Consulta de l'inventari
- Gestió de drets d'usuari
- Desglossament servei (o Helpdesk) per als tècnics

## OCS + GLPI[calcitació]
GLPI és una aplicació web de programari lliure distribuïda sota llicència GPL, que facilita l'administració de recursos informàtics, amb dues principals funcionalitats:
1. Inventari de tots els recursos informàtics: programari i maquinari d'una xarxa d'ordinadors.
2. Administració i historials de les diferents tasques de manteniment i procediments duts a terme en aquests recursos informàtics (permet registrar informació d'inventari, de contactes, sol·licituds de servei i assignar l'atenció d'aquestes sol·licituds al personal de suport corresponent).
Una excel·lent idea és integrar GLPI i OCS, ja que unint el HELP DESK de GLPI més la possibilitat de fer un inventari de maquinari i programari totalment actualitzat i automàtic de OCS podem fer seguiment de tot el que es tingui inventariat i amb això aconseguir estadístiques de falla, seguiment del la gestió de l'equipament d'usuari, etc. Aquestes dues eines ja són capaces de treballar en conjunt i a més els equips de desenvolupament de tots dos projectes s'han proposat a curt termini una forta integració de funcionalitats.

## Extensió
L'inventari de l'OCS pot utilitzar-se per alimentar el GLPI i així ofereix una potent solució de gestió d'actius de TI.

## Llicència
OCS Inventory és programari lliure que es publica sota la llicència GNU GPLv2. Els desenvolupadors són els propietaris dels drets d'autor.